# Kölner Dombauverwaltung

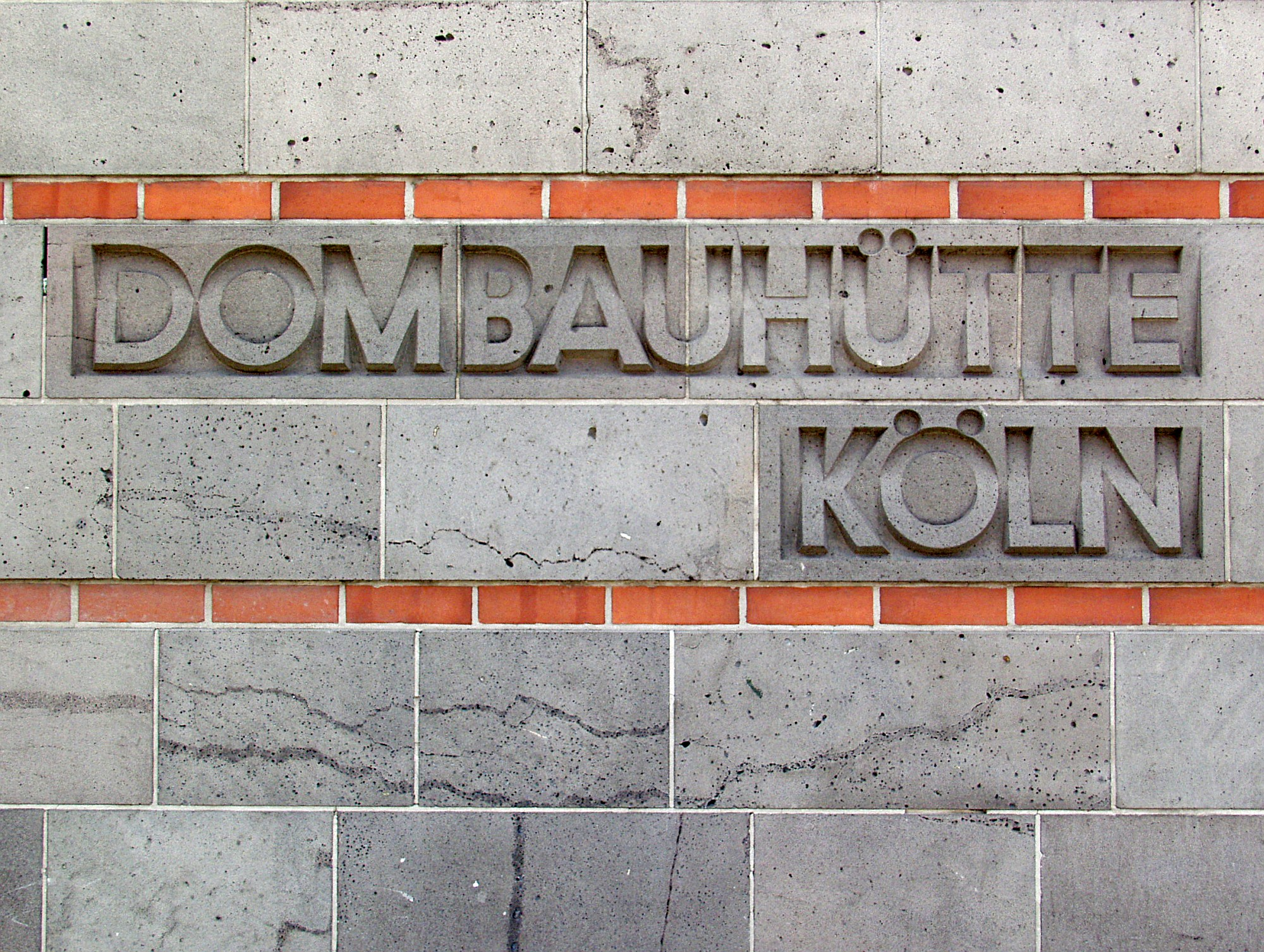
Dombauhütte Köln (2006)

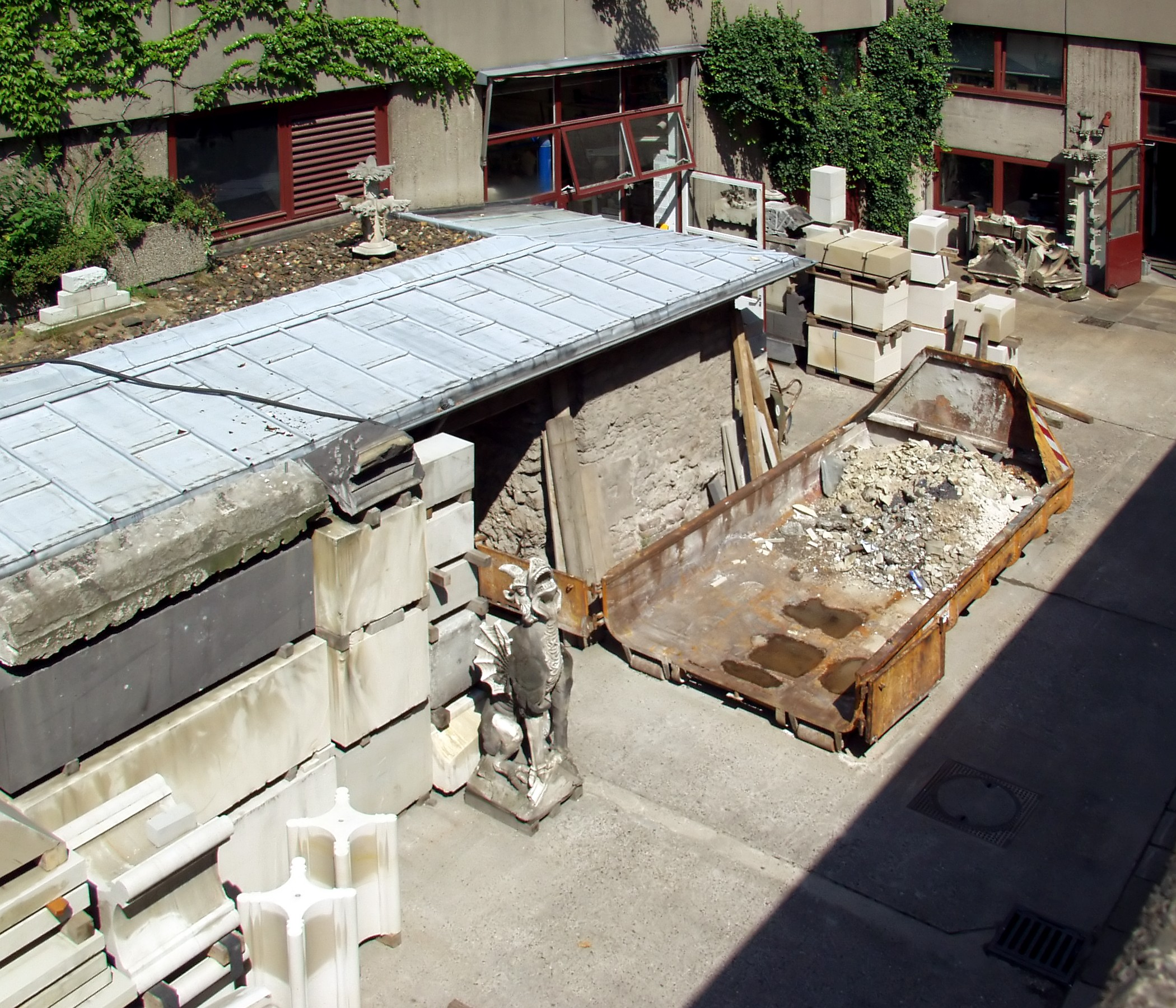
Innenhof der Dombauhütte (2006)

Die Kölner Dombauverwaltung ist für alle Arbeiten zur Erhaltung des Kölner Doms zuständig. Ihr Verwaltungsgebäude mit dem Dombauarchiv und der Wohnung des Dombaumeisters ist das 1972 fertiggestellte Haus Roncalliplatz 2; die Werkstätten der Bauhütte befinden sich unterhalb der Domplatte zwischen dem Chor des Doms und dem Römisch-Germanischen Museum.
Leiter ist der Kölner Dombaumeister. Die Dombauverwaltung gliedert sich in Dombauhütte, Dombauarchiv und Domgrabung.
Die Dombauhütte ist für die baulichen Maßnahmen am Kölner Dom zuständig. Sie beschäftigt etwa dreißig Steinmetze und Bildhauer, sowie zusätzlich mehrere Dachdecker, Gerüstbauer, Schreiner, Maler und Elektriker. Weiterhin arbeiten an der Kölner Dombauhütte ein Schlosser, ein Schmied, mehrere Glasrestauratoren, Glasmaler und Kunstglaser (insgesamt 60 Angestellte).
Das Dombauarchiv dokumentiert seit dem Mittelalter die durchgeführten Bau- und Restaurierungsmaßnahmen am Kölner Dom, es verfügt über eine Vielzahl historischer Fotografien, Bauzeichnungen, Aufrisse und Skizzen des historischen Bauwerks. In Zusammenarbeit mit dem Zentral-Dombau-Verein zu Köln gibt das Dombauarchiv das wissenschaftliche Jahrbuch des ZDV, das Kölner Domblatt heraus.
Die Domgrabung dokumentiert seit dem Ende des Zweiten Weltkrieges die archäologischen Grabungen in, um und unter dem Kölner Dom.